# Tweaked
Tweaked è il quinto album in studio del gruppo Enuff Z'Nuff, pubblicato dalla Spitfire Records nel 1995.

## Tracce
1. Stoned – 5:08
2. Bullet From a Gun – 4:21
3. Mr. Jones – 5:35
4. My Dear Dream – 3:09
5. Life Is Strange – 4:01
6. Without Your Love – 6:28
7. We're All Alright – 3:30
8. It's Too Late – 4:52
9. If I Can't Have You – 3:29
10. Has Jesus Closed His Eyes – 4:43
11. Style – 3:00
12. My Heroin – 4:23
13. How Am I Supposed to Write a Love Song? – 5:53

## Formazione
- Donnie Vie – voce, chitarra ritmica, tastiere, pianoforte, percussioni
- Chip Z'Nuff – basso, chitarra, voce
- Gino Martino – chitarra solista
- Ricky Parent – batteria, percussioni.

## Altri musicisti
- Norton Buffalo - armonica a bocca
- Derek Frigo - chitarra su tracce 10 e 11
- Bruce Breckenfeld - Hammond
- Zak Mischer - chitarra su tracce 2 e 12
- Phil Miller - chitarra su tracce 3 e 6
- Vik Foxx - batteria su traccia 11